# Țigăneștii de Criș
Țigăneștii de Criș – wieś w Rumunii, w okręgu Bihor, w gminie Brusturi. W 2011 roku liczyła 322 mieszkańców.